# Beinir Johannesen
Beinir Johannesen (født 1997) er en færøsk politiker (FF), handelsleder og studerende fra Klaksvík. Han blev valgt i Lagtinget ved lagtingsvalget 2019 for første gang. I november 2022 blev han valgt til formand for Fólkaflokkurin.

## Politisk karriere
Han startede sin politiske karriere som byrådsmedlem i Klaksvík byråd. Han har afsluttet gymnasiet og stillede for første gang op til lagtingsvalg i 2019 og blev også indvalgt den 31. august 2019 med 998 personlige stemmer og blev derved den politiker hos Fólkaflokkurin, der fik flest personlige stemmer. Han var 22 år gammel, da han blev valgt i lagtinget første gang. Før lagtingsvalget stillede han også op til Folketingsvalget den 5. juni 2019 og fik 677 personlige stemmer. Ved lagtingsvalget 2022 blev han genvalgt med 1688 personlige stemmer, hvilket var næstflest af alle.

## Familie
Beinir Johannesen er barnebarn til Vilhelm Johannesen, der var lagtingsmedlem fra 1980-2008. Hans onkel er Aksel V. Johannesen, formand for Javnaðarflokkurin og lagmand.